# Richard Winn
Richard Winn, född 1750 i nuvarande Fauquier County i Virginia, död 19 december 1818 i Maury County i Tennessee, var en amerikansk militär och politiker (demokrat-republikan). Han var ledamot av USA:s representanthus 1793–1797 och 1802–1813 samt South Carolinas viceguvernör 1800–1802.
Winn tjänstgjorde som officer i amerikanska frihetskriget. I kongressen satt han i fyra år under 1790-talet, vann ett fyllnadsval 1802 efter att Thomas Sumter hade avgått och flyttade 1813 till Tennessee efter att ha lämnat representanthuset. Som viceguvernör tjänstgjorde han under John Drayton i början av 1800-talet. Winnsboro i South Carolina har fått sitt namn efter Richard Winn.